# Förstamajvecklare
Förstamajvecklare (Cydia jungiella) är en fjärilsart som först beskrevs av Carl Alexander Clerck 1759.  Förstamajvecklare ingår i släktet Cydia, och familjen vecklare. Arten är reproducerande i Sverige.